# Asplenium foersteri
Asplenium foersteri är en svartbräkenväxtart som beskrevs av Eduard Rosenstock. Asplenium foersteri ingår i släktet Asplenium och familjen Aspleniaceae. Inga underarter finns listade.